# Diocèse de Chifeng
Le diocèse de Chifeng  赤峰 (Dioecesis Cefomensis) est un siège de l'Église catholique en République populaire de Chine, suffragant de l'archidiocèse de Shenyang. Le siège est vacant.

## Territoire
Le diocèse comprend une partie de la province de la Mongolie-Intérieure.
Le siège épiscopal est à Chifeng, où se trouve la cathédrale du Sacré-Cœur-de-Jésus.

## Histoire
La région est évangélisée depuis la fin du XIXe siècle par les scheutistes. La préfecture apostolique de Chifeng est érigée le 21 janvier 1932 par le bref Romani Pontifices de Pie XI, recevant son territoire du vicariat apostolique de Jehol (aujourd'hui diocèse de Jinzhou). La préfecture apostolique est confiée au clergé autochtone.
Le 21 avril 1949, la préfecture apostolique est élevée au rang de diocèse par la bulle Per Apostolicas Litteras de Pie XII. Quelques mois plus tard, l'ensemble de la Chine tombe sous le joug communiste et commence alors une longue ère de persécution pour l'Église catholique de Chine.
Un évêque du nom d'Andreas Zhu Wenyu est ordonné en 1990, mais il est issu de l'organisation contrôlée par le gouvernement, intitulée association patriotique, qui se substitue au Saint-Siège ; mais finalement dans une politique d'apaisement Rome finit par le reconnaître. Il meurt le 24 septembre 2006.

## Ordinaires
- Luc Tchao † (11 janvier 1932 - 21 avril 1949 démissionne)
  - Sede vacante
  - Andreas Zhu Wenyu (28 octobre 1990 consacré - 24 septembre 2006 décédé)

## Statistiques
Le diocèse comprenait à la fin de l'année 1950 pour une population de 798.000 habitants un nombre de 29.582 baptisés (3,7%).